# Buculatricídeos
Buculatricídeos (Bucculatricidae) é uma família de insectos da ordem Lepidoptera.
Esta pequena família tem representantes em todas as áreas do planeta.
Alguns autores colocam esta família na sub-família Bucculatriginae da família Lyonetiidae.
Os adultos desta família são de pequena dimensão. Quando pequenas, as larvas alimentam-se no interior de folhas. Ao aumentarem de tamanho passam a alimentar-se externamente.
Muitas espécies são especialistas apenas alguns grupos vegetais ou apenas num único.
A maioria dos autores reconhece apenas um grande género: Bucculatrix.

## Espécies
- B. absinthii

Alimento: Artemisia
- B. acrogramma
- B. adelpha
- B. agilis

Alimento: Acacia horrida
- B. agnella

Alimento: Ambrosia artemisiifolia
- B. ainsliella

Alimento: Quercus
- B. alaternella

Alimento: Rhamnus alaternus
- B. albaciliella
- B. albedinella

Alimento: Ulmus
- B. albella

Alimento: Paliurus spina-christi
- B. albertiella

Alimento: Quercus
- B. albiguttella

Alimento: Achillea
- B. alpina
- B. ambrosiaefoliella

Recorded Alimentos: Ambrosia, Parthenium hysterophorus
- B. amiculella

Alimento: Quercus
- B. anaticula

Alimento: Ceanothus americanus
- B. andalusica

Alimento: Artemisia
- B. angustata

Alimentos: Aster, Erigeron, Solidago
- B. angustisquamella
- B. anthemidella

Alimento: Anthemis tinctoria
- B. argentisignella

Alimento: Leucanthemum vulgare
- B. armeniaca
- B. arnicella

Alimentos: Arnica cordifolia, Artemisia tridentata
- B. artemisiella

Alimento: Artemisia
- B. aspyctella
- B. atagina

Alimento: Artemisia campestris
- B. atrosignata
- B. bechsteinella

Alimentos: Crataegus, Cydonia oblonga, Malus, Pyrus, Sorbus
- B. benacicolella

Alimento: Artemisia alba
- B. benenotata
- B. bicolorella
- B. bicristata
- B. brunnescens
- B. callistricha

Alimento: Corylus
- B. canadensisella

Alimento: Betula
- B. canariensis

Alimento: Artemisia canariensis
- B. cantabricella

Alimento: Convolvulus cantabricus
- B. capreella

Alimento: Achillea millefolium
- B. caribbea

Alimento: Cordia
- B. carolinae
- B. caspica
- B. ceanothiella

Alimento: Ceanothus
- B. ceibae

Alimento: Ceiba
- B. centaureae

Alimento: Centaurea triniifolia
- B. centroptila

Alimento: Firmiana colorata
- B. cerina

Alimento: Quercus
- B. chrysanthemella

Alimentos: Argyranthemum frutescens, Chrysanthemum, Gonospermum
- B. cidarella

Alimentos: Alnus, Myrica gale
- B. clavenae

Alimento: Achillea millefolium
- B. columbiana

Alimento: Iva axillaris
- B. coniforma
- B. copeuta

Alimento: Prunus pensylvanica
- B. cordiaella

Alimento: Cordia
- B. coronatella

Alimento: Betula
- B. crataegi

Alimentos: Crataegus, Pyrus
- B. crateracma

Alimento: Bombax ceiba
- B. cretica
- B. cristatella

Alimento: Achillea millefolium
- B. criticopa
- B. cuneigera

Alimento: Aster shortii
- B. demaryella

Alimentos: Acer, Betula, Castanea, Corylus
- B. diffusella

Alimento: Artemisia maritima
- B. disjuncta
- B. divisa

Alimento: Balsamorhiza sagittata
- B. domicola

Alimento: Quercus palustris
- B. dominatrix

Alimento: Baccharis pilularis
- B. eclecta

Alimento: Ulmus pumila
- B. enceliae

Alimento: Encelia farinosa
- B. epibathra

Alimento: Grewia tiliaefolia
- B. ericameriae

Alimento: Ericameria arborescens
- B. errans

Alimento: Aster
- B. eucalypti

Alimento: Eucalyptus
- B. eugrapha
- B. eupatoriella

Alimento: Eupatorium perfoliatum
- B. eurotiella

Alimentos: Krascheninnikovia lanata, Senecio
- B. evanescens
- B. exedra

Alimento: Firmiana platanifolia
- B. fatigatella

Alimentos: Artemisia campestris, Leucanthemopsis alpina
- B. firmianella

Alimento: Firmiana
- B. flexuosa

Alimento: Acacia nilotica
- B. floccosa
- B. flourensiae

Alimento: Flourensia cernua
- B. formosa
- B. frangutella

Alimento: Rhamnus
- B. franseriae

Alimento: Ambrosia deltoidea
- B. frigida
- B. fugitans

Alimento: Corylus
- B. fusicola

Alimento: Helianthus
- B. gnaphaliella

Alimento: Helichrysum arenarium
- B. gossypiella

Alimento: Gossypium
- B. gossypii

Alimento: Gossypium
- B. helianthemi

Alimento: Helianthemum sessiliflorum
- B. helichrysella

Alimento: Helichrysum italicum
- B. herbalbella

Alimento: Artemisia herba-alba
- B. humiliella
- B. ilecella

Alimento: Ilex
- B. illecebrosa

Alimento: Helianthus
- B. immaculatella
- B. improvisa

Alimento: Tilia americana
- B. infans
- B. insolita
- B. inusitata

Alimento: Juniperus communis
- B. ivella

Alimentos: Baccharis, Iva frutescens
- B. jugicola

Alimentos: Achillea oxyloba, Leucanthemopsis alpina
- B. kendalli

Alimento: Colubrina texensis
- B. kimballi
- B. koebelella

Alimento: Artemisia californica
- B. laciniatella

Alimento: Artemisia laciniata
- B. lassella
- B. latella
- B. latviaella
- B. lavaterella

Alimento: Lavatera
- B. leptalea

Alimento: Artemisia dracunculus
- B. leucanthemella

Alimentos: Chrysanthemum, Leucanthemum, Staehelina dubia
- B. litigiosella

Alimento: Quercus
- B. locuples

Alimento: Alnus serrulata
- B. longula

Alimento: Helianthus annuus
- B. loxoptila

Alimento: Gossypium
- B. luteella

Alimento: Quercus alba
- B. magnella

Alimento: Solidago
- B. maritima

Alimento: Aster tripolium
- B. mehadiensis
- B. mendax

Alimento: Dalbergia sissoo
- B. mesoporphyra
- B. micropunctata
- B. montana
- B. myricae

Alimento: Myrica gale
- B. needhami

Alimento: Helianthus
- B. nigricomella

Alimento: Leucanthemum vulgare
- B. nigripunctella
- B. niveella

Alimento: Solidago
- B. noltei

Alimento: Artemisia vulgaris
- B. ochristrigella
- B. ochrisuffusa

Alimento: Quercus alba
- B. ochritincta
- B. orophilella
- B. packardella

Alimentos: Fagus, Quercus
- B. paliuricola

Alimento: Paliurus
- B. pallidula
- B. pannonica

Alimento: Artemisia maritima
- B. paroptila

Alimentos: Comptonia peregrina, Myrica gale
- B. parthenica

Alimento: Parthenium hysterophorus
- B. parvinotata
- B. perficta
- B. phagnalella

Alimento: Phagnalon saxatile
- B. platyphylla
- B. plucheae

Alimento: Pluchea odorata
- B. polymniae

Alimento: Smallanthus uvedalius
- B. polytita
- B. pomifoliella

Alimentos: Ambrosia, Amelanchier laevis, Chaenomeles japonica, Crataegus, Cydonia oblonga, Malus, Prunus, Pyrus
- B. pseudosylvella

Alimento: Rhamnus saxatilis
- B. ptochastis
- B. pyrivorella

Alimentos: Pisum sativum, Pyrus
- B. quadrigemina

Alimentos: Alcea, Althaea
- B. quinquenotella

Alimentos: Ampelopsis, Quercus rubra
- B. ratisbonensis

Alimento: Artemisia campestris
- B. recognita

Alimento: Quercus macrocarpa
- B. regaella

Alimento: Helianthemum sessiliflorum
- B. rhamniella

Alimento: Rhamnus
- B. ruficoma

Alimentos: Gossypium, Ipomoea batatas
- B. salutatoria

Alimento: Artemisia tridentata
- B. santolinella

Alimento: Santolina chamaecyparissus
- B. seneciensis

Alimento: Senecio
- B. seorsa

Alimento: Artemisia tridentata
- B. seperabilis

Alimento: Baccharis pilularis
- B. sexnotata

Alimento: Aster
- B. simulans

Alimento: Helianthus annuus
- B. solidaginiella

Alimento: Solidago
- B. sororcula
- B. speciosa

Alimento: Solidago
- B. spectabilis
- B. sphaeralceae
- B. sporobolella

Alimento: Sporobolus airoides
- B. staintonella

Alimento: Populus
- B. subnitens
- B. taeniola

Alimento: Salvia apiana
- B. telavivella
- B. tenebricosa
- B. tetradymiae

Alimento: Tetradymia axillaris
- B. thoracella

Alimentos: Acer, Tilia
- B. thurberiella

Alimentos: Cienfuegosia thespesioides, Gossypium
- B. transversata

Alimento: Ambrosia psilostachya
- B. tridenticola

Alimento: Artemisia tridentata
- B. trifasciella

Alimentos: Castanea, Quercus rubra
- B. turatii

Alimento: Paliurus aculeatus
- B. ulmella

Alimentos: Pinus sylvestris, Quercus, Sorbus, Ulmus
- B. ulmicola
- B. ulmifoliae

Alimento: Ulmus
- B. ulocarena
- B. univoca

Alimento: Ipomoea aquatica
- B. variabilis

Alimentos: Tidestromia, Baccharis pilularis
- B. verax

Alimento: Trewia nudiflora
- B. viguierae

Alimento: Heliomeris longifolia
- B. xenaula

Alimento: Sterculia
- B. zizyphella

Alimento: Ziziphus
- B. zophopasta

Alimento: Quercus garryana